# گروه فاسترز
گروه فاسترز (انگلیسی: Foster's Group) شرکت نوشیدنی استرالیایی است، که در سال ۱۸۸۸ تأسیس شد.